# Demdeng
Demdeng (ou Demding) est une commune rurale du Cameroun, située dans le département du Koung-Khi dans la région de l'Ouest.

## Géographie
Elle est située à 1 500 m d’altitude à 11 km  au sud-ouest du chef-lieu départemental Bandjoun, entre les monts Bamoun et la plaine du Noun, au cœur des chefferies du pays Bamiléké.
| Pète-Bandjoun | Pète-Bandjoun | Foumbot   |
| Baham         | Demdeng       | Foumbot   |
| Bayangam      | Bayangam      | Bangangté |

## Histoire
Elle a été créée en 1995 par démembrement de l'ancienne commune rurale de Bandjoun. Son ressort territorial couvre celui du district de Djebem (ou Djembem).

## Chefferies traditionnelles
L'arrondissement de Djebem compte 24 chefferies de 3e degré et une chefferie traditionnelle de 2e degré reconnues par le ministère de l'administration du territoire et de la décentralisation :
- 621 : Chefferie Bangang-Fondji

## Villages
La commune de Demdeng étendue sur est en 2005, divisée en trois secteurs Djebem-Ville, Bandjoun, Bangang-Fondji et 18 villages dont :

### Djebem-Ville
- Mvuh
- Pou-Djebem
- Ndeng

### Bandjoun
- Djiko
- Djiogo
- Famgwouo
- Famla I
- Famla II
- Famtum
- Fomayum
- Fonengom
- Mague
- Mbieng-Djebem
- Moutcha
- Mveule
- Mvuh
- Sedembom

### Bangang-Fondji
- Bangang-Fondji

## Cultes
La paroisse catholique Notre-Dame du Sacré-Cœur de Semto relève de la doyenné de Bayangam du diocèse de Bafoussam.

## Coopération internationale
- Chamonix-Mont-Blanc (France)[6].